# Московська міжбанкова валютна біржа

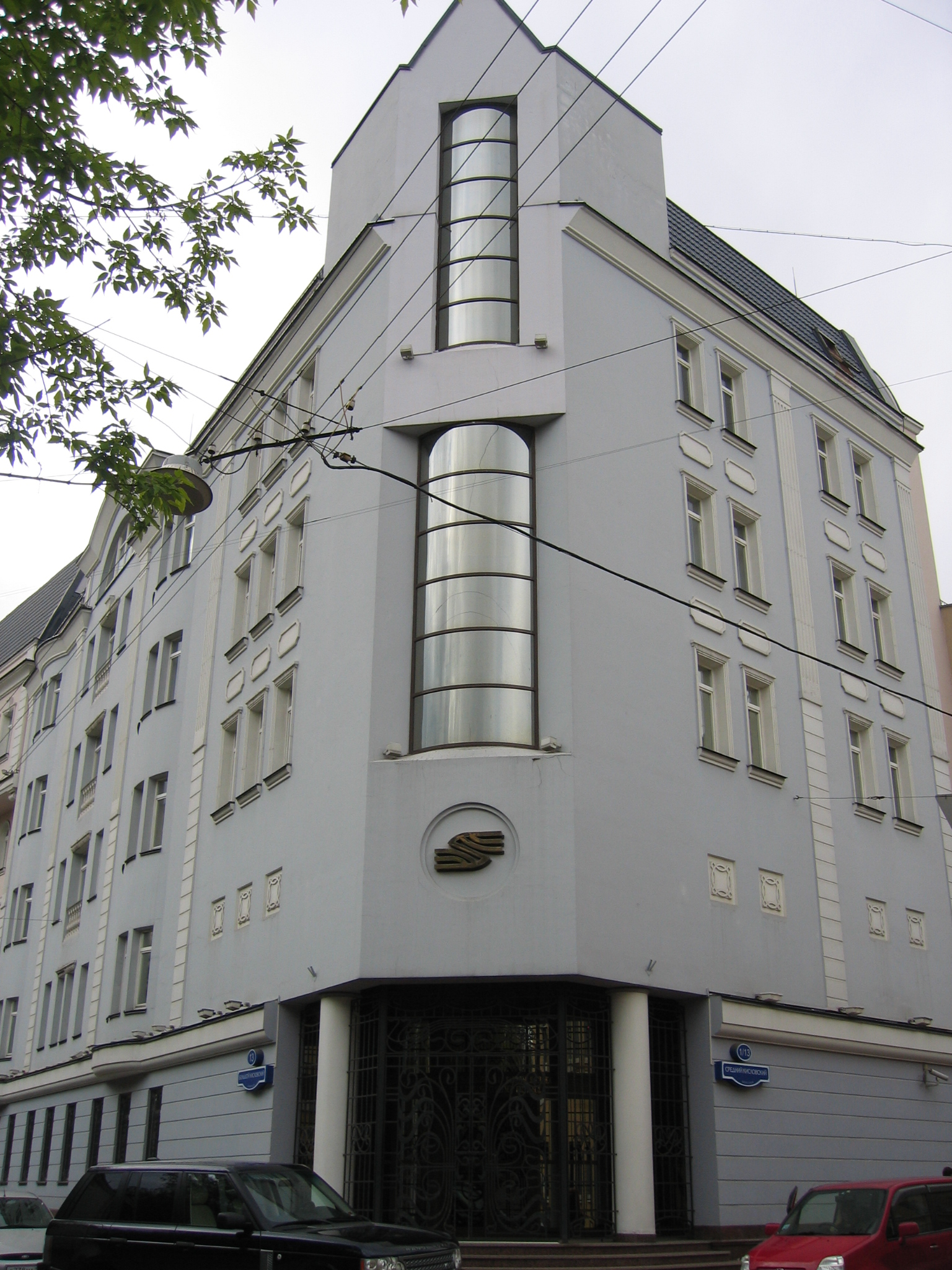
Будівля Московської міжбанкової валютної біржі, 2007 рік.

Московська міжбанкова валютна біржа (рос. Московская межбанковская валютная биржа, ММВБ, англ. Moscow Interbank Currency Exchange, MICEX) — була одна з найбільших універсальних бірж в Росії. Заснована в 1992 році. 19 грудня 2011 року об'єдналася з фондовою біржею «РТС» в «ММВБ-РТС». 1 серпня 2012 об'єднана біржа була перейменована в «Московську біржу».
Частка біржі в глобальному біржовому обсязі торгів акціями і депозитарними розписками російських емітентів в 4 кварталі 2010 року становила 60%.
Обсяг торгів акціями в 2009 році становив 836,3 млрд дол. США, що в 1,7 рази менше обсягу торгів ніж в 2008 році.